# Análise molecular para a síndrome do X frágil
A Análise Molecular para a Síndrome do X Frágil é um exame sangüíneo de análise molecular do gene FMRI, que atualmente é de grande importância para o diagnóstico preciso desta síndrome e para o aconselhamento genético das famílias de pacientes com suspeitas da Síndrome do X Frágil ou de TGD (Transtorno Global do Desenvolvimento), como o Autismo, que podem facilmente serem confundidos por apresentarem sintomas semelhantes, principalmente em pacientes muito jovens, em especial, antes dos três anos de idade.
A identificaçäo do mecanismo mutacional responsável pela Síndrome do X Frágil, um aumento no número de repetiçöes de trinucleotídeos CGC localizados no primeiro exon do gene FMRI, possibilitou o desenvolvimento de testes para o diagnóstico molecular, por meio da análise direta do DNA, mais acurados e sensíveis, que têm substituido a análise do marcador citogenético (um sítio frágil em Xq27.3) como o procedimento de escolha para o diagnóstico da Síndrome do X Frágil, pois este último pode apresentar falso positivo e falso negativo.
No Brasil, desde 2 de abril de 2008, através da Resolução Normativa (RN) 167 da ANS, este exame faz parte do Rol de Procedimentos da Agência Nacional de Saúde Suplementar (ANS), uma listagem dos procedimentos em saúde cuja cobertura é garantida a todos os usuários dos planos de saúde brasileiros, adquiridos a partir de 2 de janeiro de 1999.